# 吳銘恭
吳銘恭（?—?），福建省福州府閩縣人，清朝政治人物、進士出身。
光緒三年（1877年），参加丁丑科殿試，登進士二甲第131名。同年五月，分部學習。